# Amigos Invisíveis
Amigos Invisíveis é um álbum de Edgard Scandurra, guitarrista do grupo de rock brasileiro Ira!. Lançado originalmente em 1989.

## História
Foi previsto na renovação de contrato do Ira! com a WEA, por volta de 1987, o lançamento de um disco solo de Edgard, o que aconteceu no segundo semestre de 1989. Bem recebido pela crítica musical, Amigos Invisíveis apresentou a experiência de Edgard como multinstrumentista (no álbum ele toca guitarras, violão, baixo, sintetizadores, violino, bateria e percussão). É ele quem executa todos os instrumentos nas doze faixas do LP, com exceção do piano de "Abraços e Brigas", tocado por sua então esposa Taciana Barros (Gang 90 e As Absurdettes).
Taciana é co-autora da já citada "Abraços e Brigas", de "Culto de Amor" e de "Vou Me Entregar Como Nunca". As duas primeiras seriam regravadas pelo Ira! em momentos distintos ("Abraços e Brigas" aparece em Isso É Amor, de 1999, e "Culto de Amor", está no último álbum da banda, Invisível DJ, de 2007).
O disco ainda traz duas covers: uma é de "Our Love Was", do terceiro disco do grupo britânico The Who (The Who Sell Out, de 1967). A outra é uma releitura predominantemente acústica de "Gritos na Multidão", do repertório do Ira!, contendo um sampler (com o vocal de Nasi) da canção original registrada para o disco Vivendo e Não Aprendendo.
"Bem Vindo Daniel" é dedicada ao primeiro filho de Edgard com Taciana. O disco só ganharia sua primeira edição em CD no final de 2000, acrescido de duas faixas extras.

## Faixas
1. "Estamos Nesse Trem"
2. "Amor em B.D."
3. "Minha Mente Ainda é a Mesma"
4. "Abraços e Brigas" (Edgard Scandurra, Taciana Barros)
5. "Gritos na Multidão"
6. "Quero Voltar Pra Casa"
7. "Our Love Was" (Pete Townshend)
8. "Amigos Invisíveis"
9. "1978"
10. "Culto de Amor" (Edgard Scandurra, Taciana Barros)
11. "Bem Vindo Daniel"
12. "Vou Me Entregar Como Nunca" (Edgard Scandurra, Taciana Barros)

### Faixas bônus (Edição remasterizada lançada em 2000)
1. "Minha Mente Ainda é a Mesma" (monitor mix)
2. "Estamos Nesse Trem" (monitor mix)

## Créditos
- Edgard Scandurra: guitarra solo, guitarra base, guitarra de 12 cordas, violão espanhol, contra baixo hofner, órgão elétrico, sintetizadores, violino pícolo, metalofone, voz, vocais, percussão e bateria
- Taciana Barros: piano em "Abraços e Brigas"

* Todas as faixas assinadas por Edgard Scandurra, exceto aquelas onde estiver indicada a autoria.